# Smyrna (Tennessee)
Smyrna ist eine Town in Rutherford und Williamson County im Zentrum des US-amerikanischen Bundesstaates Tennessee. Das U.S. Census Bureau hat bei der Volkszählung 2020 eine Einwohnerzahl von 53.070 ermittelt.

## Geographie
Die Stadt liegt zwischen der Interstate 24 und der Staatsstraße Tennessee State Route 840. Die nächstgelegene Großstadt ist Nashville in einer Entfernung von etwa 25 Kilometern in nordwestlicher Richtung. Chattanooga ist etwa 150 Kilometer in südöstlicher Richtung entfernt.

## Geschichte
Im frühen 19. Jahrhundert startete Smyrna als eine Gemeinde mit überwiegend Agrarwirtschaft. Da eine Eisenbahnverbindung zwischen Nashville und Chattanooga bestand, gewann der Ort während des Amerikanischen Bürgerkriegs zunehmend an Bedeutung. Ein wichtiges Ereignis aus dieser Zeit war die Festnahme des der Spionage angeklagten Sam Davis. Dieser wurde von der feindlichen Union Army gehängt, da er keine Informationen an sie preisgeben wollte. Von den Confederation States wurde er als Held verehrt. Noch heute ist die „Sam Davis Plantation“ die bedeutendste historische Sehenswürdigkeit der Stadt. 1869 wurde Smyrna als Stadt eingeführt, die offizielle Gründung durch die Staatsregierung erfolgte einige Jahre später.
1941 wurde die Sewart Air Force Base eingerichtet, die als Trainingseinrichtung u. a. für B-24-Bomber diente. Zwischen 1950 und 1960 waren dort mehr als 10.000 Personen stationiert. Nach 1971 wurde die Basis auf mehrere Standpunkte in Tennessee verteilt. Der Smyrna Airport wird heute sowohl zivil als auch militärisch genutzt. In den 1970er Jahren siedelten sich neue Industrien an. Insbesondere ist eine Fabrik des Autobauers Nissan zu nennen, die 6.000 Arbeiter beschäftigt und jährlich 500.000 Autos produziert.

## Demografische Daten
Nach der Volkszählung im Jahr 2010 lebten in Smyrna 39.974 Menschen in 14.645 Haushalten. Die Bevölkerungsdichte betrug 676,4 Einwohner pro Quadratkilometer. 
Ethnisch betrachtet setzte sich die Bevölkerung zusammen aus 75,0 Prozent Weißen, 11,2 Prozent Afroamerikanern, 0,6 Prozent amerikanischen Ureinwohnern, 4,4 Prozent Asiaten sowie aus anderen ethnischen Gruppen; 2,7 Prozent stammten von zwei oder mehr Ethnien ab. Unabhängig von der ethnischen Zugehörigkeit waren 10,7 Prozent der Bevölkerung spanischer oder lateinamerikanischer Abstammung.
In den 14.645 Haushalten lebten statistisch je 2,55 Personen. 
27,9 Prozent der Bevölkerung waren unter 18 Jahre alt, 63,5 Prozent waren zwischen 18 und 64 und 8,6 Prozent waren 65 Jahre oder älter. 51,3 Prozent der Bevölkerung war weiblich.

Das jährliche Durchschnittseinkommen eines Haushalts lag bei 51.505 USD. Das Prokopfeinkommen betrug 24.448 USD. 12,2 Prozent der Einwohner lebten unterhalb der Armutsgrenze.

## Wirtschaft
Die „Nissan Smyrna Assembly Plant“ wurde 1983 eröffnet. Die 8000 Mitarbeiter können bis zu 640 000 Fahrzeuge im Jahr fertigen.

## Tourismus
Wegen der Nähe zum Country-Musik-Zentrum Nashville finden auch in Smyrna viele Volksmusikveranstaltungen statt, die sich national und international großer Beliebtheit erfreuen.
Die jeweils etwa 20 Kilometer entfernt gelegenen Naturparks Long Hunter State Park und Cedars Lebanon State Park werden wegen ihrer Naturschönheiten vielfach besucht.
Auf dem Flughafen (Smyrna Airport) der Stadt werden zuweilen Flugshows veranstaltet.

## Söhne der Stadt
- William Barksdale (1821–1863), General der Konföderierten Staaten von Amerika im Amerikanischen Bürgerkrieg
- Sam Davis (1842–1863), Spion
- Ben H. Guill (1909–1994), Politiker
- Jalen Ramsey (* 1994), American-Football-Spieler